# Жовта ковбаса

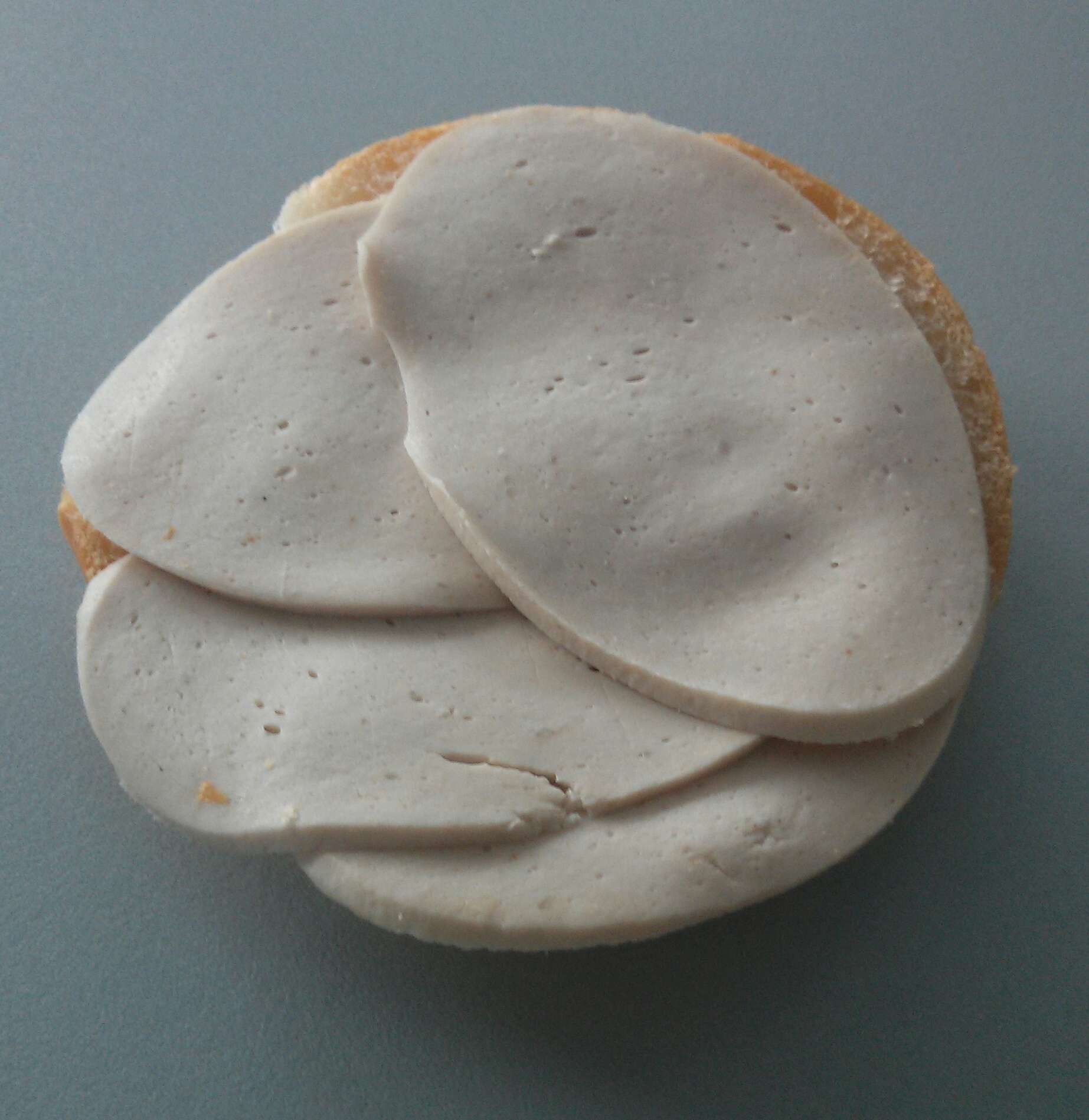
Бутерброд з жовтою ковбасою

Жовта ковбаса (нім. Gelbwurst) — сорт німецької вареної ковбаси з тонко подрібненого ковбасного фаршу, що отримала назву за традиційною ковбасною оболонкою жовтого кольору, колись натуральною, підфарбованою шафрановою водою, а нині штучною. Жовта ковбаса, що володіє м'яким смаком і помірним вмістом солі, підходить для бутербродів, ковбасних салатів та айнтопфів. Жовту ковбасу люблять діти, і в сільських м'ясних крамницях досі прийнято пригощати нею дітей клієнтів. У Франконії свіжоприготовлену, ще гарячу жовту ковбасу подають по-білому, посипавши рубаною петрушкою, а в Бамберзі — по-блакитному, з ріпчастою цибулею в оцтовому бульйоні.
Під різними регіональними назвами (нім. Hirnwurst — «мозкова ковбаса», нім. Kalbskäse — «телячий сир», нім. Weißer Fleischkäse — «білий м'ясний сир») та за різними рецептами жовта ковбаса випускається в Баварії, Баден-Вюртемберзі, Гессені, Тюрингії та Саксонії. Жовта ковбаса з'явилася на рубежі XIX–XX століть, згідно з її рецептом, вперше опублікованому в 1905 році, фарш для жовтої ковбаси готували з нежирної свинини та свинячої грудинки, і на чверть він складався з телячих мізків, які були виключені з інгредієнтів ковбаси 2000 року через кризу, пов'язану з коров'ячим сказом. Серед  прянощів, які додаються у фарш — перець, мускатний цвіт, лимонний порошок, імбир та кардамон. У фарш жовтої ковбаси не додають нітритну сіль, тому після варіння жовта ковбаса набуває характерного світлого, блідо-жовтого кольору.